# Lisa Oldenhof
Lisa Oldenhof, nach Heirat Lisa Russ, (* 26. März 1980 in Perth) ist eine ehemalige australische Kanutin.

## Karriere
Lisa Oldenhof nahm zweimal an Olympischen Spielen im Vierer-Kajak auf der 500-Meter-Strecke teil. Bei ihrem Olympiadebüt 2004 in Athen verpasste sie mit Chantal Meek, Amanda Rankin und Kate Barclay nach einem vierten Platz im Vorlauf zunächst das Finale, ehe die Qualifikation nach einem Sieg im Halbfinale dann doch noch gelang. Den Endlauf beendeten die Australierinnen mit einer Rennzeit von 1:38,116 Minuten auf dem sechsten Platz.
Vier Jahre darauf war Oldenhof in Peking erneut Teil der australischen Crew, die neben ihr noch Hannah Davis, Chantal Meek und Lyndsie Fogarty umfasste. Ein dritter Platz im Vorlauf reichte für sie für den direkten Einzug in den Endlauf, den sie nach 1:34,704 Minuten ebenfalls auf dem dritten Rang abschlossen. Sie erhielten somit hinter dem deutschen und dem ungarischen Vierer die Bronzemedaille.